# 米高·佐爾克
米高·佐爾克（德語：Michael Zorc，1962年8月25日—），是一名西德的已退役職業足球運動員，司職中場，曾效力德國足球甲級联赛球會多蒙特。

## 職業生涯
出生在多蒙特，1981年至1998年期間，曾代表多蒙特出戰463場德國足球甲級联赛
年近36時退役，並成為多蒙特體育主管。

## 國家隊生涯
佐爾克曾次代表德國國家足球隊，但從沒在國家隊進球。

## 榮譽

### 球會
- 欧洲冠军联赛: 1996–97
- 洲際盃: 1997
- 德國足球甲級联赛: 1994–95, 1995–96
- 德國足協盃: 1988–89
- 欧足联欧洲联赛: 亞軍 1992–93
- 歐洲超級盃: 亞軍 1997

### 國家
- 世青盃: 1981
- 歐洲U-19足球錦標賽: 1981

## 外部連結
- fussballdaten.de：米高·佐爾克之統計數據 （德文）
- National team data （页面存档备份，存于） （德文）
- 米高·佐爾克在 National-Football-Teams.com 上的出场纪录
- 米高·佐爾克 – FIFA國際賽競賽紀錄 (存檔)
- Worldfootball profile （页面存档备份，存于）